# نهنگی کریم سارانی
نهنگی کریم سارانی، روستایی است از توابع بخش مرکزی شهرستان هیرمند در استان سیستان و بلوچستان ایران.

## جمعیت
این روستا در دهستان دوست‌محمد قرار داشته و براساس سرشماری سال ۱۳۸۵جمعیت آن ۱۵۹نفر (۲۸خانوار) بوده‌است.